# Argo
|  | Per a altres significats, vegeu «Argo (desambiguació)». |

Segons la mitologia grega, Argo (grec antic: Ἀργώ) fou el vaixell en la qual es van embarcar Jàson i els argonautes quan sortiren de Iolcos a la recerca del velló d'or. Els antics consideraven que rebia aquest nom per Argos, el seu constructor, per bé que és possible que sigui al revés: el personatge fou creat per explicar el nom de la nau. En qualsevol cas, el nom evoca el significat de 'ràpid' (grec antic: ἀργός) Era considerada la primera nau construïda pels humans. La proa de l'Argo tenia els dons de la paraula i la profecia perquè l'havien construït amb fusta d'un roure procedent de l'oracle de Dodona. Apol·lodor diu que la nau es va construir sota les ordres d'Atena i tenia cinquanta rems. Les fonts més importants sobre la nau Argo i sobre el viatge dels argonautes es troben a les Argonàutiques d'Apol·loni de Rodes.

## Imatges

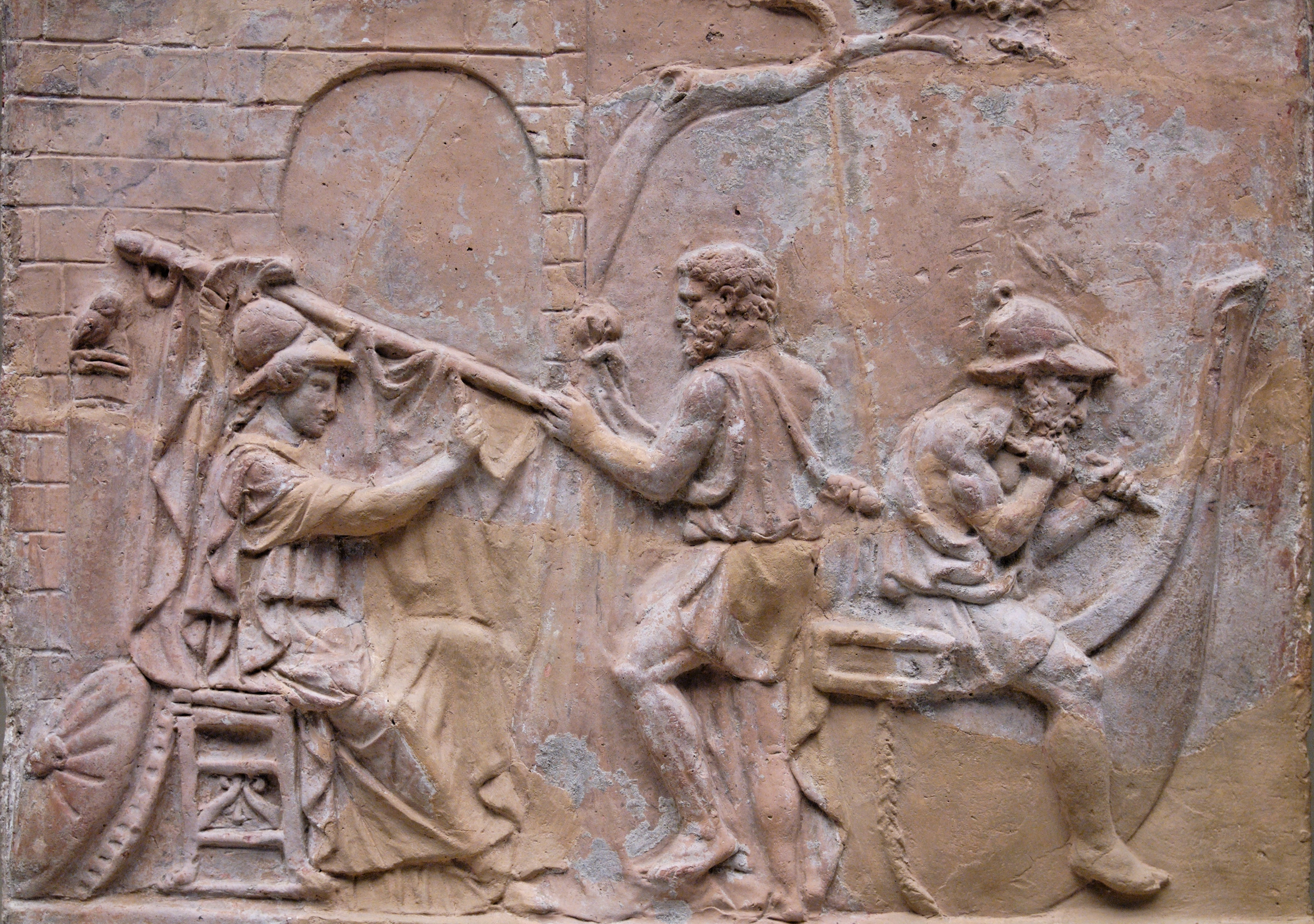
La construcció de la nau en una terracotta romana (segle i dC)
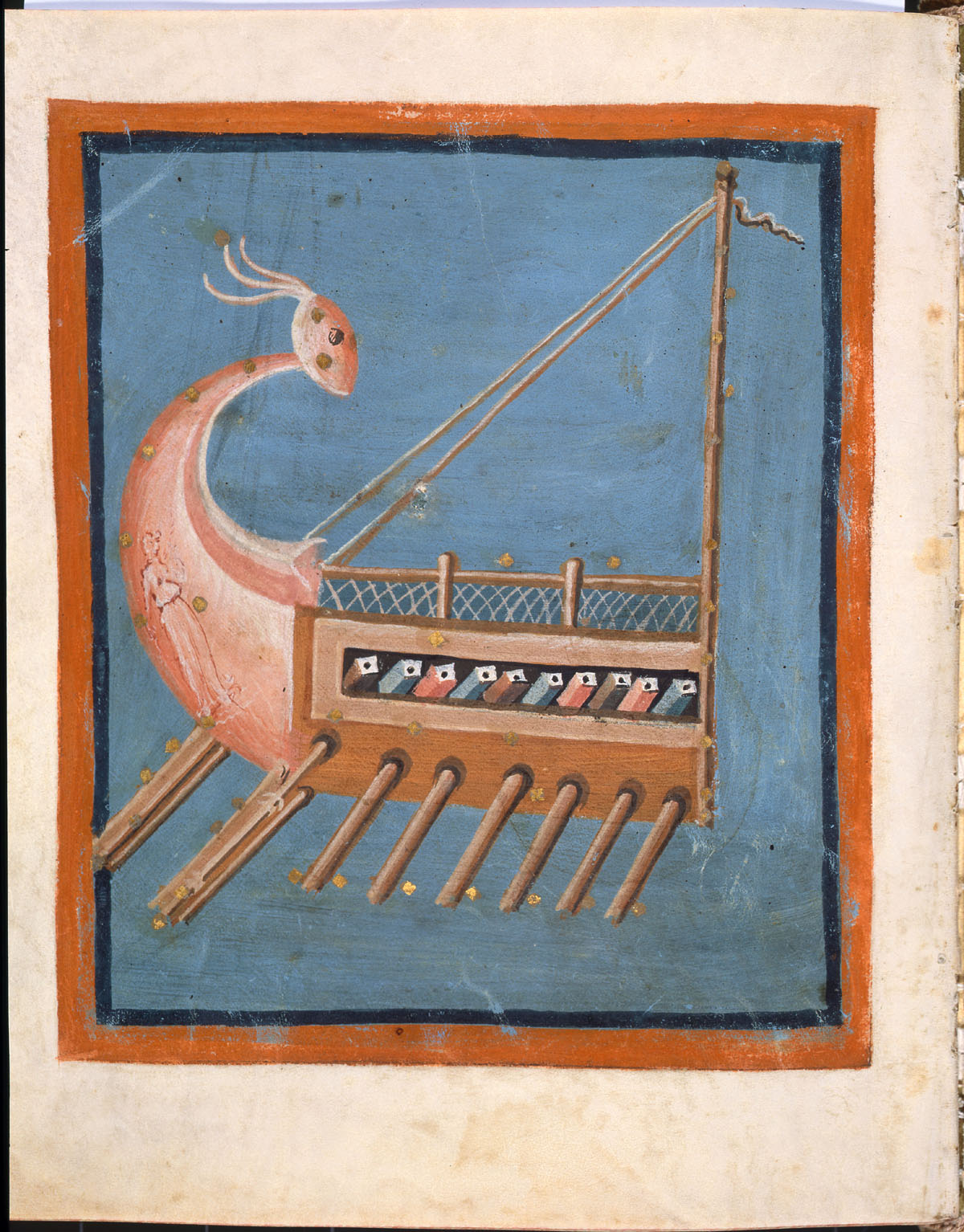
En una miniatura del manuscrit Aratea de Leiden (816)
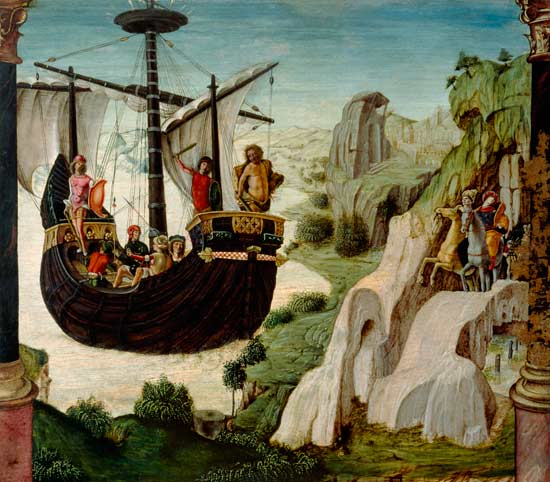
En una pintura de Lorenzo Costa el Vell (ca. 1500)
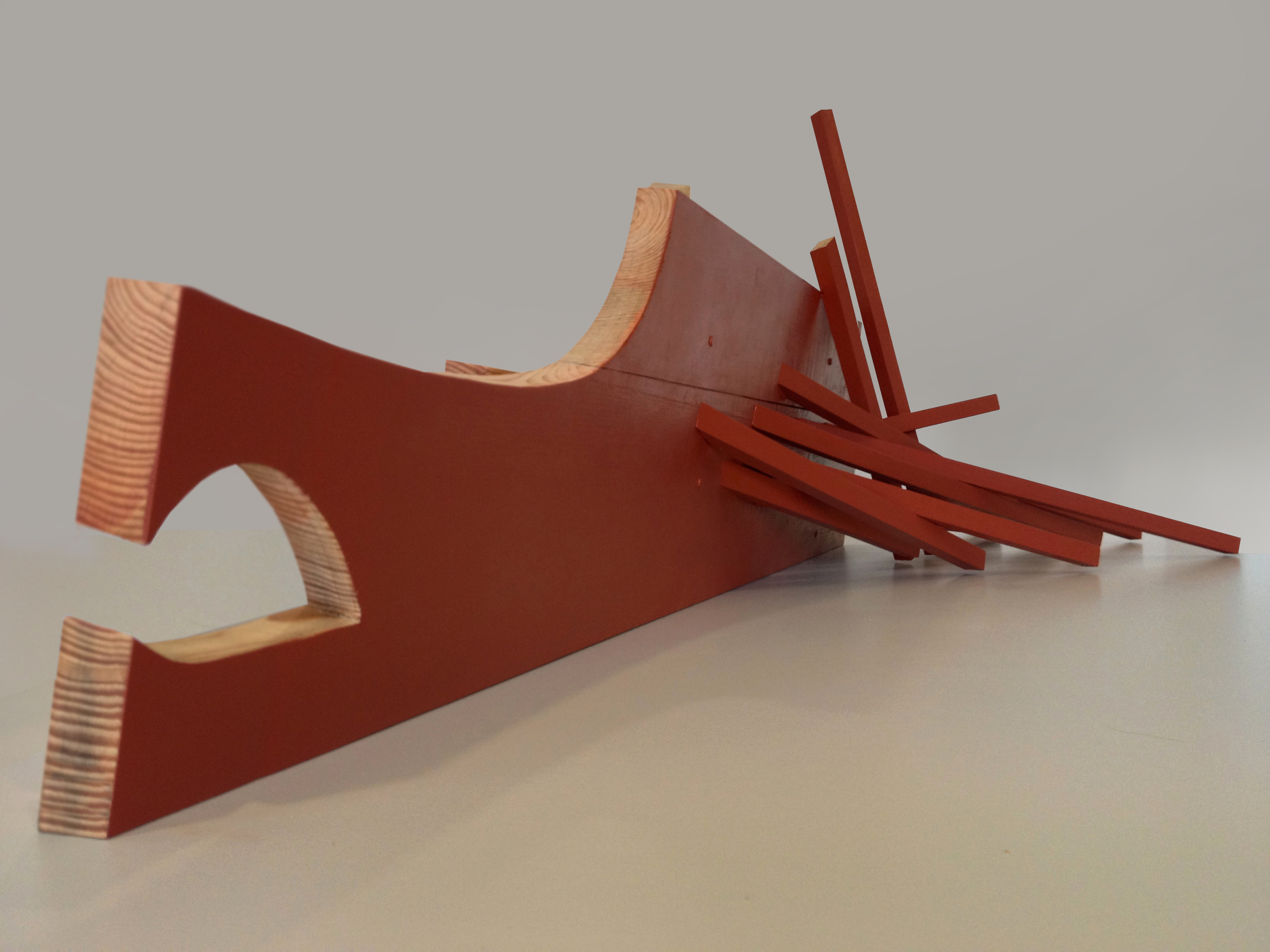
Escultura de Fernando Gaspar (2013)
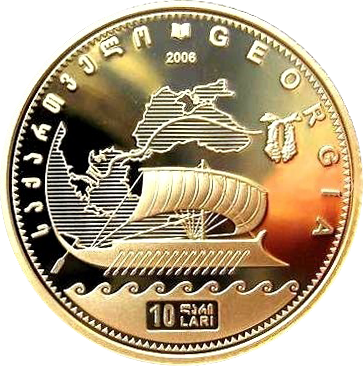
En una moneda commemorativa de Geòrgia (2015)